# Lenta.ru
Lenta.ru, или «Лента.ру», — российское новостное интернет-издание, основанное в 1999 году Антоном Носиком при содействии Фонда эффективной политики. Издание принадлежит холдингу Rambler&Co.
В 2010 году Гарвардский университет провёл исследование русской блогосферы, которое признало «Ленту.ру» наиболее часто цитируемым в русскоязычных блогах источником новостей. Согласно исследованию компании comScore, проведённому в апреле 2013 года, сайт Lenta.ru занял 5 место по посещаемости среди европейских новостных сайтов на всех языках.
В 2014 году произошла смена руководства издания из-за политически мотивированного вмешательства владельца в работу редакции. Главный редактор Галина Тимченко и 39 сотрудников ушли из издания, основав в ноябре того же года свой новый проект «Медуза».

## История

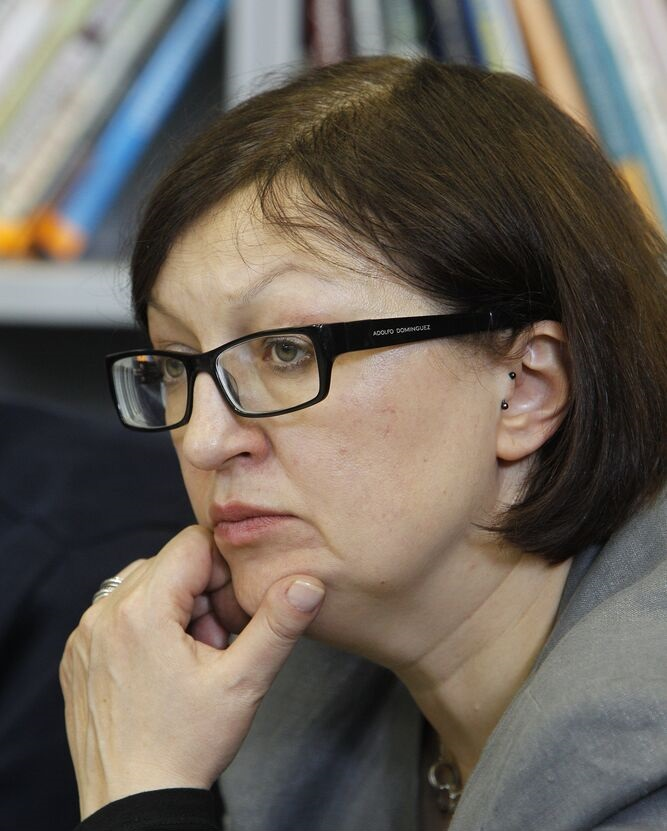
Галина Тимченко, с 2004 по 2014 год — главный редактор издания

Издание было создано в начале 1999 года под названием «Газета.ру» для обслуживания интересов Фонда эффективной политики (ФЭПа), возглавлявшегося Глебом Павловским. Программный механизм (движок) издания создал Максим Мошков на базе кода своего проекта Lib.ru. Через полгода, в сентябре, бренд «Газета.ру» был передан ЮКОСу, который сделал на его базе другое издание. Исходная редакция «Газеты» была поделена на «Ленту.ру» — новостников и «Вести.ру» — аналитиков.
После выборов весной 2000 года Носик продал данные издания ФЭПа холдингу «Рамблер». В конце 2000 года бренд «Вести.ру» был снова продан, а аналитика возродилась через некоторое время под брендом VIP.Lenta.ru, который со временем был тоже ликвидирован, и с 2005 года аналитические статьи стали выходить под основным брендом Lenta.ru. В 2004 году Студия Артемия Лебедева сделала редизайн сайта, дизайнер Рома Воронежский.
Материалы издания рубрицируются по нескольким десяткам взаимно пересекающихся тематических и географических разделов, объединяются в сюжеты, а в ряде случаев выделяются в спецпроекты.
Lenta.ru зарегистрирована в Министерстве Российской Федерации по делам печати, телерадиовещания и средств массовых коммуникаций (свидетельство о регистрации средства массовой информации ЭЛ № 77-4400 от 23 февраля 2001 года) в качестве электронного периодического издания.
В середине 2006 года Lenta.ru расширила экономический блок рубрик, введя в дополнение к разделу «Экономика» разделы «Бизнес» и «Финансы». Одновременно были созданы разделы «Америка», «Кино», «Украина» и «Грузия».
Lenta.ru выпускал три самостоятельных приложения: «Авто», «Недвижимость» и «Медновости». Приложения предлагают читателю расширенную и более подробную информационную картину событий в рамках своей тематики.
В декабре 2010 года у издания появился твиттер-аккаунт, на который, по данным на февраль 2019 года, подписано более 1 млн пользователей. Кроме того, публичная страница издания в социальной сети «ВКонтакте» имела в начале 2014 года более 480 тысяч подписчиков.
В июне 2011 года рубрика «Авто» переросла в проект «Мотор». В конце 2012 года проект Срок после закрытия переехал на Ленту.ру, став проектом Lenta.doc.

Главная страница сайта за 3 июня 2012 года

В январе 2013 года сайт издания был перезапущен; дизайн и система рубрикации претерпели значительные изменения. Это стало самым серьёзным обновлением сайта с 2004 года. После редизайна часть архивов стала недоступна. Галина Тимченко, занимавшая должность главного редактора до 12 марта 2014 года, объяснила нововведения насущной необходимостью. Создатель Ленты.ру, Антон Носик, к редизайну сайта отнёсся скептически, указав на ряд недостатков, в частности на отсутствие мобильной версии и поиска по сайту. Позднее он констатировал, что мобильная версия всё-таки заработала, а также отметил обещание вернуть поиск. Однако новый дизайн по-прежнему не пришёлся ему по душе — тем не менее, он похвалил редакцию издания за их труд.
В феврале 2014 года проект «Недвижимость» был преобразован в новое приложение — «Дом».
В конце июля 2014 года ряд СМИ сообщили о том, что входящие в единый холдинг Rambler&Co «Лента.ру» и «Газета.ру» будут размещать на своих сайтах новостные сюжеты «Первого канала», информацию о договоре подтвердила PR-директор Rambler & Co Софья Иванова.

### Смена руководства в марте 2014 года
12 марта 2014 года Lenta.ru получила предупреждение от Роскомнадзора за интервью с одним из лидеров запрещенного в России Правого сектора Андреем Тарасенко. При вынесении двух предупреждений в течение года Роскомнадзор через суд может лишить СМИ регистрации. Вскоре после этого сообщения стало известно о решении владельца объединённой компании «Афиша-Рамблер-SUP» Александра Мамута освободить от должности главного редактора Галину Тимченко, руководившую изданием с 2004 года. Новым главным редактором без объяснения причин назначен Алексей Гореславский, с 2013 года занимавший должность заместителя генерального директора компании по внешним коммуникациям «Афиша-Рамблер-SUP», а ещё ранее возглавлявший интернет-издание Взгляд.ру. 84 сотрудника издания выступили с обращением, заявив о том, что увольнение Тимченко осуществлено в рамках дальнейшего наступления российской власти на свободу слова, при этом большая часть сотрудников объявила о том, что покидают свои посты вслед за бывшей начальницей. На момент увольнения Тимченко Lenta.ru являлась самым посещаемым и цитируемым средством массовой информации в Рунете.
Версии журналистского коллектива придерживаются создатель Lenta.ru Антон Носик и стоявший в своё время у истоков издания политолог Глеб Павловский. «Взвешенная и независимая журналистика властям не нужна — нужна пропагандистская поддержка», — отмечается в редакционном комментарии газеты «Ведомости». Депутат Государственной Думы РФ от фракции «Единая Россия» Александр Сидякин, напротив, видит в отставке Тимченко саморегуляцию журналистского сообщества. «Никакой свободной журналистики в крупном новостном СМИ в военных условиях не бывает», — заметил в связи со сменой руководства в Lenta.ru публицист Егор Холмогоров.
13 марта 2014 года стало известно об увольнении и генерального директора, Юлии Миндер. Её место занял Андрей Соломенник, финансовый директор издания. Кроме того, в этот же день 39 сотрудников Lenta.ru написали заявления на увольнение, на что повлияла в том числе и встреча с новым главным редактором.
17 марта 2014 года Алексей Гореславский объявил о том, что новый менеджмент в течение трёх месяцев разработает новую концепцию Lenta.ru. Предполагалось уделять большее внимание бизнесу и экономике, так как, по словам главного редактора, «это показывает анализ интересов наших читателей». Кроме того, обсуждалась идея переформатировать рубрики. Также новый главный редактор сообщил, что работоспособность редакции будет восстановлена в полном объёме через 2—3 недели. На 17 марта заявление об увольнении написали около 40 журналистов и технических сотрудников Lenta.ru, а в саму редакцию пришло около 200 резюме.
За месяц редакцию покинуло 58 сотрудников из 94, часть работников, подавших заявление об уходе, покинули редакцию 24 марта, остальные — 31 марта. Алексей Гореславский планировал за три месяца полностью восстановить редакционный штат.
19 марта 2014 года на публичной странице Lenta.ru «ВКонтакте» появилось заявление об отделении от издания и продолжении самостоятельной работы. Сообщество переименовано в «Лентач». Для официальных нужд издания была создана другая страница.
Вскоре после этих событий Галина Тимченко заявила о планах по запуску нового проекта. 20 октября 2014 года стартовал новостной проект под именем Meduza. В состав его редакции, кроме Галины Тимченко, вошли другие бывшие сотрудники Lenta.ru: Иван Колпаков, Илья Азар, Андрей Козенко, Даниил Туровский и др. Ключевые фигуры этой редакции в соавторстве с ключевыми историческими фигурами редакции «Ленты.ру» описали своё видение истории проекта с его начала в документальной книге «Дорогая редакция» (2014).
Из-за смены редакционного состава количество публикуемых новостей, по словам представителя Rambler&Co Софьи Ивановой, сократилось в 2,5 раза, а маркетинговая активность издания в соцсетях в апреле сильно снизилась. По данным мониторинга TNS Web Index, ежемесячная аудитория издания сократилась с 10,9 млн в марте до 7,3 млн человек в апреле 2014 года.
Бывший сотрудник Ленты.ру Антон Лысенков отдельно от ушедших сотрудников создал в 2014 году в Риге другое русскоязычное интернет-издание — «Спектр».

### 2022 год
Утром 9 мая 2022 года в ходе российского вторжения на Украину на сайте были размещены несколько материалов с резкой критикой войны на Украине и российских властей с такими заголовками: «Российская армия оказалась армией воров и мародеров» или «Владимир Путин превратился в жалкого диктатора и параноика». Все статьи начинались с дисклеймера о том, что «этот материал не согласован с руководством, а за его публикацию Администрация президента раздаст изданию звездюлей». В постскриптуме к статьям за публикацию брали ответственность руководитель отделов «Экономика» и «Среда обитания» Егор Поляков и редактор этих отделов Александра Мирошникова.
По словам Мирошниковой, после начала вторжения редакторам издания запретили писать про возможный обвал курса рубля, негативные случаи с участием беженцев, рост цен на продукты, ограничения в снятии наличных и другие темы.

## Награды и юбилеи

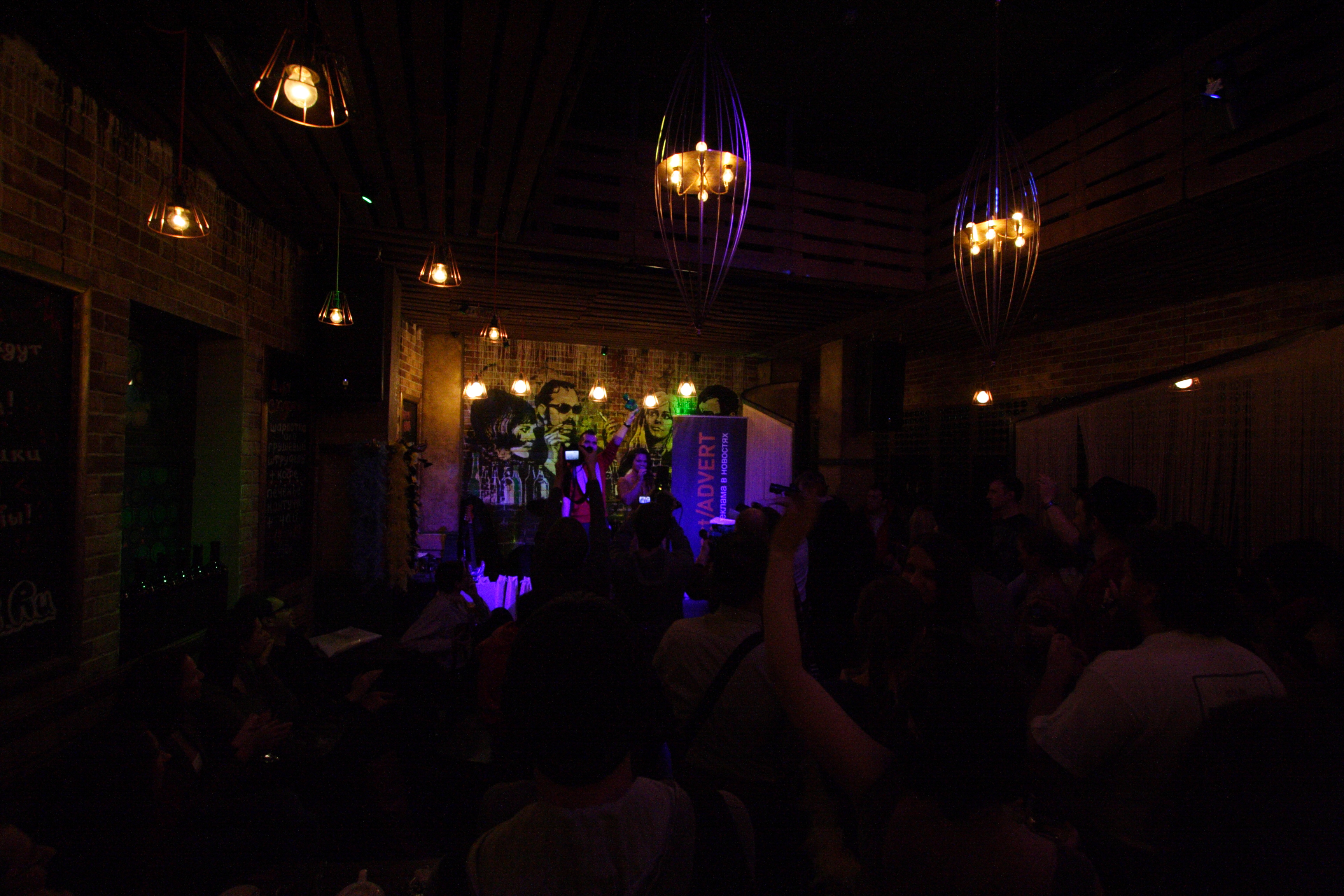
Вручение Антипремии Рунета 2012

Lenta.ru четыре раза занимала первое место в конкурсе РОТОР в номинации «Информационный сайт года» и один раз, в 2000 году — в номинации «Новостной сайт года».
Максим Мошков дважды побеждал в РОТОРe (в номинациях «Программист года» в 1999 и «Человек года» в 2005 году).
В 2006 году к своему семилетию Lenta.ru выпустила номер на бумаге, к восьмилетию — провела недельную пресс-конференцию с читателями, а на девятилетие опубликовала галерею портретов сотрудников в стиле мультсериала «Южный парк». Десятилетний юбилей Lenta.ru отметила выпуском спецпроекта «Десятилентие».
30 ноября 2012 года Lenta.ru стала лауреатом Антипремии Рунета в номинации «BDSMM» с формулировкой «За отжыги в соцсетях».

## «Лентапедия»
«Лентапедия» — собрание справочно-биографических текстов о людях, организациях, объектах, явлениях и событиях, часто встречающихся в российских новостях. Lenta.ru предложила этот проект своей аудитории, начиная с 2007 года. Источником информации для статей «Лентапедии» служили материалы из нескольких сотен российских и зарубежных массовых изданий. Работу над этим разделом издания возглавлял шеф-редактор Дмитрий Иванов. Однако в связи с малой посещаемостью с 1 декабря 2012 года было заявлено о прекращении обновления статей и передаче всех текстов (всего к этому времени имелось 1993 статьи) для использования на условиях лицензии Creative Commons (CC-BY-SA 3.0). С 21 января 2013 года из-за смены дизайна тексты Лентапедии стали недоступны на сайте издания. В целях сохранения информации статьи Лентапедии были загружены в Викитеку.

## Критика
Вышедший 28 октября 2014 года материал «Кому на Руси жить хорошо?» подвергся критике со стороны представителей журналистского сообщества, заподозривших его в нацизме, расизме и непрофессионализме. В статье представителей Ассоциации приграничного сотрудничества Марата Шибутова и Михаила Пака разбирался «этнический состав богатейших граждан России» на основе рейтинга 200 богатейших граждан русской версии журнала «Forbes» в марте 2014 года. Сам метод исследования был разъяснён его авторами следующим образом: «Когда у кого-то из отечественных толстосумов среди предков оказывались представители различных этнических групп, предпочтение отдавалось тому этносу, с которым себя идентифицирует участник списка Forbes публично».
В мае 2016 года журналиста и редактора «Lenta.ru» Владимира Тодорова обвинили в шантаже одного из героев статьи о суицидальных пабликах в социальной сети ВКонтакте.
В 2017 году бывший журналист издания Илья Азар обнаружил, что его тексты 2011—2014 годов в поиске на сайте теперь можно найти только по имени «Илья Зашкирович». Изменилась подпись и под теми материалами, где имя было указано без дополнительных данных, — к примеру, названия города, из которого готовился текст.

## Руководство и сотрудники
Генеральный директор — (с 1999 по 2014 год — Юлия Анатольевна Миндер), Андрей Соломенник (2014—2016), Рафаэль Абрамян (с 2016), Андрей Сергеевич Цыпер (с 2017)
Главные редакторы издания:
- Антон Борисович Носик (с 1999 по 2004 год)[67],
- Галина Викторовна Тимченко (с 2004 по 2014 год),
- Алексей Сергеевич Гореславский (с марта 2014 по февраль 2016 года),
- Александр Вячеславович Белоновский (с 9 февраля 2016 года[68] по август 2017 года),
- Владимир Леонидович Тодоров (с 14 августа 2017 года[69] по 30 июня 2025 года[70]),
- Андрей Сергеевич Цыпер (временно исполняющий обязанности с 1 июля 2025 года).

## Статистика
В мае 2020 года Lenta.ru входит в рейтинг 500 самых популярных сайтов в Интернете.

## Блокировка
24 февраля 2025 года, на фоне российского вторжения на Украину, Евросоюз отозвал лицензию на вещание издания, включив его в список СМИ, находящихся под постоянным контролем российского руководства. По данным Евросоюза, данные издания «сыграли важную роль в продвижении и поддержке агрессивной войны России против Украины, а также в дестабилизации соседних с ней стран, ЕС и его государств-членов».